# Військовий переворот в Єгипті 2013
3 липня 2013 року, після тривалих протестів у Єгипті проти президента країни, Мухаммеда Мурсі, міністр оборони Єгипту Абдул Фатах Аль-Сісі оголосив про повалення президента й про призупинення дії Конституції. Мурсі помістили під домашній арешт, і незабаром йому можуть висунути звинувачення. У Каїрі було заарештовано понад 300 членів партії Брати-мусульмани. Про підтримку військового перевороту заявили представники коптської церкви (Тавадос II) і лідер ліберальної опозиції, лауреат Нобелівської премії Мухаммед аль-Барадаї.
Тимчасово виконуючим обов'язків президента був призначений голова Конституційного суду країни Адлі Мансура.

## Після перевороту
5 липня в Каїрі військові відкрили вогонь по демонстрантах, які виступали проти військової диктатури на захист поваленого президента. За даними каналу «Аль-Арабія», в результаті стрілянини загинуло 3 людини. Десятки тисяч демонстрантів вийшли на вулиці Александрії та Асьюта, вимагаючи відновити Мурсі на посаді президента та скасувати тимчасовий уряд. Влада ввела воєнний стан у курортній зоні на узбережжі Червоного моря.
У силовому протистоянні прихильників і противників Мурсі по всій країні загинули 46 чоловік. В опублікованих кадрах відео видно, як молодих людей скидують із даху будівлі в районі Сіді-Джабер в Александрії. Як повідомив канал Al Arabiya, один із них загинув. Єгипетські активісти стверджують, що молодь святкувала повалення Мурсі, що викликало гнів прихильників «Мусульманського братства».
Разом з тим, представники організації Брати-мусульмани заявили, що вони не мають наміру проявити військовій хунті збройний опір.
5 липня тимчасовий президент Адлі Мансур оголосив про розпуск парламенту Єгипту й закрив кордон із сектором Газа. Мансур призначив кількох радників і доручив генералу Мухаммаду Ахмаду Фаріду очолити агентство розвідки. Ці заходи були прийняті в рамках «дорожньої карти» регулювання політичної кризи, розробленої єгипетськими військовими.
8 липня поліція розігнала мітинг прихильників поваленого президента. Одночасно десятки тисяч противників Мурсі зібрались на площі Тахрір, щоб довести, що армія, яка організувала переворот в країні, опирається на широку народну підтримку. Ісламісти спробували прорватися до штабу республіканської гвардії, де тримають під вартою Мухаммеда Мурсі. В цьому зіткненні загинув один гвардієць, приблизно 40 були поранені.
9 липня тимчасовим прем'єр-міністром Єгипту став Хазем Аль-Баблаї, економіст ліберального напряму, в минулому займав пост міністра фінансів. Віце-президентом з міжнародних відносин був призначений Мухаммед аль-Барадаї, лідер ліберальної опозиції та лауреат Нобелівської премії миру.

## Економічна ситуація
11 липня в інтерв'ю агентству Reuters колишній міністр заготівок країни Басем Уда повідомив, що запасів пшениці в Єгипті вистачить максимум на два місяці. На складах залишилось всього 500 тисяч тонн, які повинні забезпечити 84-мільйонне населення країни.

## Міжнародна реакція
В ісламському світі основними політичними союзниками Братів-мусульман і Мурсі були Туреччина і Катар, основними супротивниками — Саудівська Аравія, Кувейт та ОАЕ.
 Туреччина

Реджеп Таїп Ердоган, прем'єр-міністр Туреччини, і його Партія справедливості та розвитку сприйняли зміщення Мурсі як змову і засудили його. Ердоган розкритикував Європейський союз за те, що не засудив переворот в Єгипті Наступні події кривава бойня в Єгипті змусили Анкару відкликати свого посла з Каїра. Слідом за цим Єгипет ужив симетричних заходів. Крім того, країни скасували спільні військові навчання, заплановані на жовтень 2013.
20 серпня 2013 на зустрічі з керівними членами своєї партії Ердоган звинуватив Ізраїль у поваленні єгипетського президента Мохаммеда Мурсі. Як доказ своїх слів прем'єр навів зустріч міністра юстиції Ізраїлю Яакова Неємана з єврейським інтелектуалом у Франції, яка відбулася в 2011 році після повалення колишнього президента Хосні Мубарака. Співрозмовник міністра, за словами Ердогана, заявив, що рух Брати-мусульмани не буде при владі, навіть якщо виграє майбутні тоді парламентські вибори, тому що демократія не зводиться до урн для голосування. Ердоган підкреслив, що Заходу слід навчитися правильно трактувати демократію. За його словами, демократія — це і є виборчі урни, бо в них відображається воля народу. Розмірковуючи про ситуацію в Єгипті, Ердоган розкритикував також країни Перської затоки за надання фінансової допомоги єгипетським військовим, котрі усунули Мурсі від влади. Прем'єр-міністр Туреччини відзначив, що ті не надавали подібної допомоги нужденним мусульманським країнам Африки.
 Саудівська Аравія

Саудівська Аравія підтримала переворот у Єгипті. Король Абдалла привітав Адлі Мансура з його призначенням Влада Саудівської Аравії надала урядові єгипетських військовиків допомогу на суму $ 5 млрд, у тому числі $ 1 млрд безвідплатної допомоги.
 Сирія

Президент Сирії Башар Асад назвав усунення від влади президента Єгипту Мухаммеда Мурсі «крахом ідеї політичного ісламу». «У Єгипті відбувся крах того, що називається „політичним ісламом“. Ті, хто використовує релігію в політичних цілях або в інтересах тієї чи іншої групи, будуть повалені, де б це не було».
 Палестинська Автономія

Один з лідерів Хамас, Ісмаїл Ханія, висловив занепокоєння з приводу ситуації в Єгипті, а також впевнений, що Єгипет у будь-який момент підтримає Хамас і палестинський опір. Лідери ФАТХ закликали жителів Гази наслідувати приклад Єгипту й повалити уряд ХАМАС.

## Виноски
1. ↑  Анатомия египетской контрреволюции. Архів оригіналу за 21 лютого 2014. Процитовано 6 лютого 2014.
2. ↑  16 dead, 781 injured in clashes across Egypt since Sunday [Архівовано 18 травня 2017 у Wayback Machine.] (англ.)
3. ↑  Health Ministry: 11 dead and 516 injured at rallies on Wednesday [Архівовано 2 лютого 2017 у Wayback Machine.] (англ.)
4. ↑  Death toll of post-Morsy clashes rises to 16 [Архівовано 2 лютого 2017 у Wayback Machine.] (англ.)
5. ↑  30 dead in clashes across Egypt as Morsi supporters square off with opponents [Архівовано 7 липня 2013 у Wayback Machine.] (англ.)
6. ↑  Армия Египта уведомила Мурси, что он больше не является президентом [Архівовано 28 вересня 2013 у Wayback Machine.] (рос.)
7. ↑  Египетская армия сместила Мухаммеда Мурси и приостановила действие Конституции [Архівовано 6 липня 2013 у Wayback Machine.] (рос.)
8. ↑  Мурси отстранен и арестован [Архівовано 22 лютого 2014 у Wayback Machine.] (рос.)
9. ↑  В Египте произошел военный переворот, президент Мурси арестован [Архівовано 7 липня 2013 у Wayback Machine.] (рос.)
10. ↑  Временным президентом Египта стал председатель Высшего конституционного суда [Архівовано 8 травня 2014 у Wayback Machine.] (рос.)
11. ↑  В Египте назвали имя временного главы страны [Архівовано 7 липня 2013 у Wayback Machine.] (рос.)
12. ↑  В Каире военные открыли огонь по сторонникам Мурси [Архівовано 8 липня 2013 у Wayback Machine.] (рос.)
13. ↑  Три человека погибли, десятки ранены в столкновениях армии и сторонников Мурси [Архівовано 8 липня 2013 у Wayback Machine.] (рос.)
14. ↑  В Египте во время демонстраций убиты сторонники Мурси [Архівовано 19 жовтня 2016 у Wayback Machine.] (рос.)
15. ↑  Армия Египта ввела режим ЧС в курортной зоне Шарм-эль-Шейх [Архівовано 8 липня 2013 у Wayback Machine.] (рос.)
16. ↑  Children threw the roof, Egypt . Архів оригіналу за 1 жовтня 2016. Процитовано 7 липня 2013.
17. ↑  Видеодокумент: египетские исламисты сбрасывают двух подростков с крыши. Архів оригіналу за 10 липня 2013. Процитовано 7 липня 2013. (рос.)
18. ↑  «Братья-мусульмане» не намерены вести вооруженную борьбу против нового режима в Египте [Архівовано 9 липня 2014 у Wayback Machine.] (рос.)
19. ↑  Временный глава Египта распустил парламент [Архівовано 8 липня 2013 у Wayback Machine.] (рос.)
20. ↑  Египет закрыл на неопределенное время границу с сектором Газа [Архівовано 8 липня 2013 у Wayback Machine.] (рос.)
21. ↑  Новый президент Египта распустил парламент. Архів оригіналу за 10 липня 2013. Процитовано 9 липня 2013.
22. ↑  Кровавое утро Каира. Архів оригіналу за 10 липня 2013. Процитовано 8 липня 2013.
23. ↑  В Египте есть премьер-министр. Архів оригіналу за 10 липня 2013. Процитовано 9 липня 2013.
24. ↑  Египет: заканчиваются запасы, начинается голод. Архів оригіналу за 4 лютого 2014. Процитовано 12 липня 2013.
25. ↑  http://newsru.co.il/mideast/05jul2013/erdogan8012.html [Архівовано 10 вересня 2013 у Wayback Machine.] (рос.)
26. ↑  Эрдоган поддержал Мурси и осудил Запад за лицемерие [Архівовано 7 липня 2013 у Wayback Machine.] (рос.)
27. ↑  Turkey has evidence that Israel was behind Egypt coup: Erdoğan [Архівовано 22 серпня 2013 у Wayback Machine.] // The Hurriyet Daily News, 20 серпня 2013
28. ↑  Эрдоган обвинил Израиль в свержении Мурси. Архів оригіналу за 22 серпня 2013. Процитовано 21 серпня 2013.
29. ↑  Саудовский король Абдалла поддержал новых правителей Египта [Архівовано 4 березня 2016 у Wayback Machine.] (рос.)
30. ↑  Саудівська Аравія надасть фіндопомогу Єгипту в розмірі $5 млрд. Архів оригіналу за 10 липня 2013. Процитовано 21 серпня 2013.
31. ↑  http://www.kommersant.ru/news/2225857 (рос.)
32. ↑  СМИ: внезапное падение Мурси напугало ХАМАС [Архівовано 19 вересня 2013 у Wayback Machine.] (рос.)